# Helicó de Salamina
Helicó (Helicon, Ἑλικών) fou un artista xipriota del teixit, nascut a Salamina (Xipre) fill d'Aceses de Salamina.
Plutarc l'esmenta amb el renom de τοῦ παλαιοῦ, i va realitzar diverses obres juntament amb el seu pare, consistents en robes especials, destacant la capa que els rodis van donar a Alexandre el Gran el 333 aC.